# 국가 독립 연도에 따른 나라 목록
다음은 국가 독립 연도에 따른 나라 목록이다. 독립을 먼저 한 나라부터 나열되어 있다.

## 목록
| 나라                   | 독립연도/독립일  | 주요 사건 |
| ---------------------- | ---------------- | --- |
| 미국                   | 1776년 7월 4일   | 대영제국으로부터 독립.                                                                                                  |
| 세르비아               | 1804년 2월 15일  | 오스만 제국의 점령에 반하는 궐기가 처음 일어난 날.                                                                      |
| 콜롬비아               | 1810년 7월 20일  | 스페인으로부터 독립. |
| 멕시코                 | 1810년 9월 16일  | 스페인으로부터 독립. |
| 칠레                   | 1810년 9월 18일  | 스페인으로부터 독립. |
| 파라과이               | 1811년 5월 15일  | 스페인으로부터 독립. |
| 베네수엘라             | 1811년 7월 5일   | 스페인으로부터의 독립을 선언.                                                                                           |
| 아르헨티나             | 1816년 7월 9일   | 스페인으로부터 독립. |
| 그리스                 | 1821년 3월 25일  | 오스만 제국에 반하여 혁명을 일으킴.                                                                                     |
| 페루                   | 1821년 7월 28일  | 스페인으로부터 독립. |
| 중앙아메리카           | 1821년 9월 15일  | 과테말라, 온두라스, 엘살바도르, 니카라과, 코스타리카가 중앙아메리카 연방(이후 분할 독립)으로 스페인, 멕시코로부터 독립. |
| 브라질                 | 1822년 9월 7일   | 포르투갈로부터 독립. |
| 우루과이               | 1825년 8월 25일  | 브라질로부터 독립. |
| 벨기에                 | 1831년 7월 21일  | 네덜란드로부터 독립. |
| 캐나다                 | 1867년 7월 1일   | 영국의 북미 지역 식민지를 통합한 자치 정부 성립이 승인됨.                                                               |
| 루마니아               | 1877년 5월 9일   | 오스만 제국으로부터 독립.                                                                                               |
| 노르웨이               | 1905년 10월 26일 | 스웨덴과의 동군연합 해체.                                                                                               |
| 오스트레일리아         | 1901년 1월 1일   | 영국으로부터 부분적으로 독립.                                                                                           |
| 파나마                 | 1903년 11월 3일  | 콜롬비아로부터 독립. |
| 알바니아               | 1912년 11월 28일 | 오스만 제국으로부터 독립.                                                                                               |
| 핀란드                 | 1917년 12월 6일  | 러시아로부터 독립. |
| 폴란드                 | 1918년 11월 11일 | 러시아로부터 독립. |
| 아프가니스탄           | 1919년 8월 18일  | 영국으로부터 독립. |
| 중화민국               | 1911년 10월 10일 | 청나라에 대항하는 신해혁명이 처음 일어난 날.                                                                            |
| 몽골                   | 1921년 7월 11일  | 중화민국으로부터 독립.                                                                                                  |
| 튀르키예               | 1922년 8월 30일  | 승전으로 그리스의 아나톨리아 지배를 끝냄.                                                                               |
| 레바논                 | 1943년 11월 22일 | 프랑스로부터 독립. |
| 아이슬란드             | 1944년 6월 17일  | 덴마크로부터 독립. |
| 대한민국               | 1945년 8월 15일  | 일본 제국으로부터의 독립.                                                                                               |
| 조선민주주의인민공화국 | 1945년 8월 15일  | 일본 제국으로부터의 독립.                                                                                               |
| 인도네시아             | 1945년 8월 17일  | 네덜란드로부터의 독립을 선언.                                                                                           |
| 필리핀                 | 1946년 7월 4일   | 미국으로부터 독립. |
| 파키스탄               | 1947년 8월 14일  | 영국으로부터 독립. |
| 인도                   | 1947년 8월 15일  | 영국으로부터 독립. |
| 스리랑카               | 1948년 2월 4일   | 영국으로부터 독립. |
| 이스라엘               | 1948년 5월 14일  | 영국으로부터 독립. |
| 중화인민공화국         | 1949년 10월 1일  | 중화민국으로부터 독립.                                                                                                  |
| 모로코                 | 1956년 3월 2일   | 프랑스로부터 독립. |
| 가나                   | 1957년 3월 6일   | 영국으로부터 독립. |
| 말레이시아             | 1957년 8월 31일  | 영국으로부터 독립. |
| 콩고민주공화국         | 1960년 6월 30일  | 벨기에으로부터 독립. |
| 부르키나파소           | 1960년 8월 5일   | 프랑스로부터 독립. |
| 말리                   | 1960년 9월 22일  | 프랑스로부터 독립. |
| 부룬디                 | 1962년 7월 1일   | 벨기에로부터 독립. |
| 르완다                 | 1962년 7월 11일  | 벨기에로부터 독립. |
| 트리니다드 토바고      | 1962년 8월 31일  | 영국으로부터 독립. |
| 케냐                   | 1963년 12월 12일 | 영국으로부터 독립. |
| 잠비아                 | 1965년 2월 18일  | 영국으로부터 독립. |
| 싱가포르               | 1965년 8월 9일   | 말레이시아로부터 분리 독립.                                                                                             |
| 보츠와나               | 1966년 9월 30일  | 영국으로부터 독립. |
| 에스와티니             | 1968년 9월 6일   | 영국으로부터 독립. |
| 통가                   | 1970년 6월 4일   | 영국으로부터 독립. |
| 방글라데시             | 1971년 3월 26일  | 파키스탄으로부터의 분리 독립을 선언.                                                                                    |
| 바하마                 | 1973년 7월 10일  | 영국으로부터 독립. |
| 카보베르데             | 1975년 7월 5일   | 포르투갈로부터 독립. |
| 파푸아뉴기니           | 1975년 9월 16일  | 오스트레일리아로부터 뉴기니, 파푸아의 이전 영토에서 독립.                                                               |
| 앙골라                 | 1975년 11월 11일 | 포르투갈에 의해 식민지 독립이 승인됨.                                                                                   |
| 수리남                 | 1975년 11월 25일 | 네덜란드로부터 독립. |
| 앤티가 바부다          | 1981년 11월 1일  | 영국으로부터 부분적으로 독립.                                                                                           |
| 크로아티아             | 1991년 10월 8일  | 유고슬라비아로부터 분리 독립.                                                                                           |
| 슬로베니아             | 1990년 12월 26일 | 국민 투표를 거쳐 유고슬라비아로부터 분리 독립.                                                                          |
| 에스토니아             | 1991년 8월 20일  | 소비에트 연방으로부터 독립.                                                                                             |
| 라트비아               | 1991년 8월 21일  | 소비에트 연방으로부터 독립.                                                                                             |
| 우크라이나             | 1991년 8월 24일  | 소비에트 연방으로부터 독립.                                                                                             |
| 벨라루스               | 1991년 8월 25일  | 소비에트 연방으로부터 독립.                                                                                             |
| 몰도바                 | 1991년 8월 27일  | 소비에트 연방으로부터 독립.                                                                                             |
| 키르기스스탄           | 1991년 8월 31일  | 소비에트 연방으로부터 독립.                                                                                             |
| 리투아니아             | 1991년 9월 6일   | 소비에트 연방으로부터 독립.                                                                                             |
| 타지키스탄             | 1991년 9월 9일   | 소비에트 연방으로부터 독립.                                                                                             |
| 카자흐스탄             | 1991년 12월 16일 | 소비에트 연방으로부터 독립.                                                                                             |
| 슬로바키아             | 1992년 7월 17일  | 이날 독립을 선언했으나, 체코슬로바키아로부터의 실제 분할 독립은 1993년 1월 1일(공식 공휴일)에 이루어짐.                 |
| 동티모르               | 2002년 5월 20일  | 인도네시아로부터 독립.                                                                                                  |
| 몬테네그로             | 2006년 6월 5일   | 세르비아로부터 분리 독립.                                                                                               |
| 코소보                 | 2008년 2월 17일  | 세르비아로부터 분리 독립.                                                                                               |
| 남수단                 | 2011년 7월 9일   | 수단으로부터 분리 독립.                                                                                                 |

## 같이 보기
- 독립기념일
- 옛 나라 목록
- 나라 목록
- 국가승계